# Колстад, Дерек
Дерек Колстад (род. 4 апреля 1974 года) — американский сценарист и кинопродюсер. Он является создателем франшизы «Джон Уик», которая началась в 2014 году с одноимённого фильма. Он продолжал писать для сиквелов франшизы и, в основном, известен как сценарист боевиков и шоу.

## Ранние годы
Колстад родом из Мэдисона, штат Висконсин, учился в Эджвудской средней школе Святого Сердца, а позже изучал деловое администрирование в Университете Тейлора в Индиане. В возрасте 24 лет, он переехал в Калифорнию, чтобы заняться написанием сценариев. Он говорит, что начал писать фильмы, когда был подростком, но поначалу ему было трудно добиться успеха в Голливуде.

### Карьера
Первый сценарий, который он продал, назывался Acolyte, который был приобретён Voltage Pictures в июне 2012 года. После этого он получил некоторую работу по написанию и переписыванию сценария, в том числе работу над фильмом «Узник», в котором снялись Дольф Лундгрен и Кьюба Гудинг-младший. Затем он написал сценарию к фильму «Посылка», в котором также снялся Лундгрен.
Колстад продал сценарий под названием Scorn компании Thunder Road Pictures, которая в апреле 2013 года назначила на главную роль Киану Ривза. По предложению Ривза фильм был переименован в «Джон Уик» в честь заглавного героя, которого Колстад назвал в честь своего деда по материнской линии. Фильм был выпущен в 2014 году, за ним последовали «Джон Уик 2» и «Джон Уик 3». Колстад написал сценарий к игре John Wick: Chronicles и был вовлечён в создании комиксов. Однако студия не просила его продолжать писать сценарий для четвёртого или последующих фильмов.
В 2017 году сообщалось, что Колстад напишет сценарий к экранизации серии игр Hitman а также фильма The Steward. В 2019 году сообщалось, что Колстад напишет сценарий и спродюсирует экранизацию франшизы Just Cause. В 2020 году Netflix объявил, что Колстад будет исполнительным продюсером и сценаристом аниме-сериала Splinter Cell. В 2021 году Колстад был нанят для написания сценария экранизации Hellsing для Amazon Prime Video.
Колстад написал сценарий к фильму 2021 года «Никто» с Бобом Оденкерком в главной роли и двум эпизодам телесериала «Сокол и Зимний солдат».

## Личная жизнь
Колстад живёт в Пасадене, штат Калифорния, со своей женой Соней и детьми-близнецами.

## Фильмография
Сценарист
| Год  | Название   | Руководитель              | Примечания                    |
| ---- | ---------- | ------------------------- | ----------------------------- |
| 2012 | Узник      | William Kaufman           |                               |
| 2013 | Посылка    | Джесси Джонсон            |                               |
| 2014 | Джон Уик   | Чад Стахельски Дэвид Литч |                               |
| 2017 | Джон Уик 2 | Чад Стахельски            |                               |
| 2019 | Джон Уик 3 | Чад Стахельски            |                               |
| 2021 | Никто      | Илья Найшуллер            | Также исполнительный продюсер |

В титрах указан как «Создатель персонажей» франшизы Джон Уик.
Телевидение
| Год  | Название              | Исполнительный продюсер | Сценарист | Примечания                                              |
| ---- | --------------------- | ----------------------- | --------- | ------------------------------------------------------- |
| 2020 | Крепкий Харт          | Нет                     | Сюжет     | Создатель                                               |
| 2021 | Сокол и Зимний солдат | Соисполнительный        | Да        | Эпизоды: «Power Broker» и «The Whole World Is Watching» |